# Eiwit-eiwit interactie

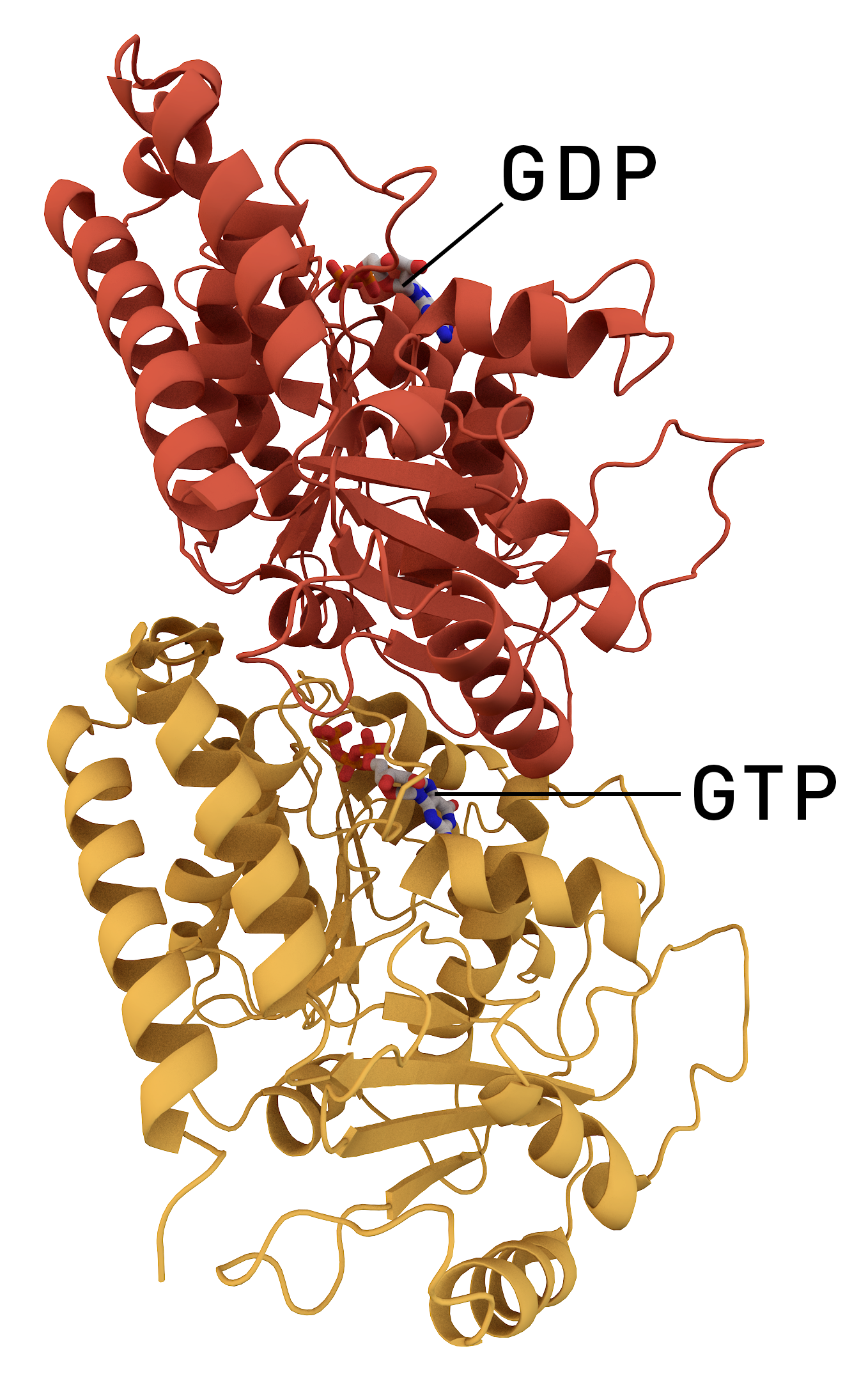
Twee verschillende tubuline-eiwitten binden aan elkaar, met gebonden GTP en GDP

Eiwit-eiwit interacties zijn uiterst specifieke fysieke contacten tussen twee of meer eiwitmoleculen die bepaald worden door elektrostatische krachten, waterstofbruggen en hydrofobe krachten. Interacties tussen eiwitten liggen aan de basis van vrijwel alle cellulaire processen. De affiniteit en specificiteit tussen de aminozuurketens van de partnereiwitten bepalen de unieke functie van de interactie. Eiwit-eiwit interacties kunnen tijdelijk of langdurig stabiel zijn, en bepalen de vorming van grote eiwitcomplexen bestaande uit verschillende subeenheden.
Eiwitten functioneren zelden afzonderlijk; hun activiteit wordt vaak gereguleerd door interacties met andere eiwitten. Eiwitten opereren in grote netwerken die gezamenlijk het interactoom van de cel vormen. Verstoringen in deze interacties kunnen leiden tot pathologische eiwitaggregatie, een kenmerk van verschillende neurodegeneratieve aandoeningen zoals de ziekte van Alzheimer en Creutzfeldt–Jakob.
Eiwitten zijn de belangrijkste katalysatoren en structurele elementen van cellen. Ze vormen de basis voor verschillende signaaltransductieroutes in een cel, evenals voor diverse transcriptionele en regulerende netwerken. Eiwit-eiwit interacties zijn dan ook fundamenteel bij het aansturen van de gebeurtenissen in een cel. Deze zijn georganiseerd in netwerken van verschillende moleculaire elementen die betrokken zijn bij fysieke en biochemische processen.

## Voorbeelden
Vrijwel elke cellulaire functie vereist eiwit-eiwit-interacties (protein-protein interactions; PPI). Eiwitcomplexen kunnen uit twee of meer componenten bestaan die ingedeeld kunnen worden in homocomplexen en heterocomplexen, waarbij de eerste uit twee of meerdere gelijke eiwitten bestaan en de laatste uit twee of meerdere verschillende eiwitten bestaan. Een voorbeeld van een homodimeer is het cytochroom c. Deze bestaat uit twee dezelfde eiwitten. Een voorbeeld van een heterodimeer is het complex tussen trypsine en Bowman-Birk inhibitor.

De elektronentransportketen in het mitochondrion. De eiwitcomplexen in het membraan liggen in werkelijkheid dicht bij elkaar door middel van elektrostatische interacties (supercomplex).

Een klassiek voorbeeld van functionele eiwit-eiwit-interacties is de elektronentransportketen in mitochondriën. Hier dragen eiwitcomplexen beurtelings elektronen over van donormolecuul (zoals NADH) naar zuurstof, waarmee ATP kan worden geproduceerd. Elk eiwitcomplex bestaat uit meerdere subeenheden die in een precieze oriëntatie in elkaar geschakeld zitten. Bovendien is de overdracht van elektronen afhankelijk van kortstondige interacties met mobiele carriers zoals ubichinon en cytochroom c. Recent onderzoek toont aan dat deze eiwitcomplexen niet los in het membraan voorkomen, maar verenigd zijn tot stabiele supercomplexen, waarin eiwit-eiwit-interacties zorgen voor verhoogde efficiëntie en structurele stabiliteit van de ademhalingsketen.
In signaaltransductieketens zijn eiwit-eiwit-interacties essentieel voor het doorgeven van signalen in de cel. Elke stap is afhankelijk van zowel bindingsspecificiteit als afgestemde expressie van de betrokken eiwitten. Verstoring van deze interacties kan leiden tot ongereguleerde doorgifte van signalen. Biochemische analyse van complexvorming en bindingsmechanismen in signaalketens speelt een grote rol in onderzoek naar kanker en gerichte therapieën.
Her oppervlak waar een eiwitmolecuul een ander eiwit raakt, noemt men de interface (het raakvlak). Deze interfaces worden onder meer gereguleerd door posttranslationele eiwitmodificaties of door mutaties. Fosforylering en -defosforylering is een veelvoorkomende modificatie: het een relatief eenvoudige chemische verandering, maar de structuur, lading en bindingscapaciteit van een eiwit drastisch beïnvloeden.

## Soort interactie

Niet-covalente en covalente binding tussen eiwitten 1. waterstofbruggen 2. Covalente binding tussen twee residuen van Cysteïne (zwavelbrug) 3. Interactie tussen ionen 4. Hydrofobe interactie. Uit het met stippellijn omlijnde bereik wordt water geweerd.

Bij signaaltransductie, wanneer een ligand zich aan een membraanreceptor bindt, zijn de eiwit-eiwit interacties tijdelijk en van korte duur. Eiwitten kunnen ook stabielere interacties aangaan en bijvoorbeeld moleculaire motoren vormen, zoals die van de replicatie-/transcriptie-complexen en de kinesine- en dyneïne-motoren. De assemblage van een eiwitcomplex kan leiden tot de vorming van homo- of hetero-oligomeren. 
De eiwit-eiwit interacties bestaan uit niet-covalente bindingen. Dit zijn: 
1. waterstofbruggen
2. vanderwaalskrachten
3. bindingen tussen ionen
4. hydrofobe interacties

Aan de basis van eiwit-eiwitinteracties liggen de eiwit-eiwitinterfaces of eiwit-eiwitraakvlakken, waar de directe fysieke interacties plaatsvinden. De bindingsaffiniteiten/bindingsconstanten van de eiwit-eiwitcomplexen vallen in het micro- tot sub-nanomolaire bereik. De meeste eiwit-eiwitcomplexen hebben raakvlakken van meer dan 2000 Å2 (ångström), maar er zijn ook veel met raakvlakken kleiner dan 2000 Å2.

## Netwerken

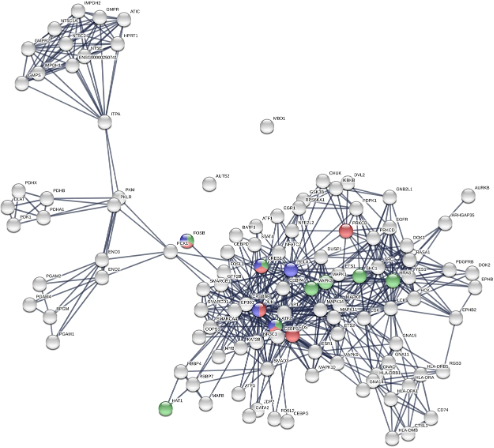
Dit is een eiwit-eiwit interactie netwerk (PPIN) dat de relatie laat zien tussen eiwitten die betrokken zijn bij heroïneverslaving (Heroin Use Disorder; HUD). Elk knooppunt is een eiwit en de links laten de relaties tussen de knooppunten zien. Het netwerk heeft 111 knooppunten en 443 links.

Behalve de eiwit-eiwit interactie op niveau van de raakvlakken of interfaces, kunnen de eiwit-eiwit interacties ook weergegeven en bestudeerd worden op het niveau van netwerken.
Eiwit-eiwit interactie netwerken (protein protein interactions networks PPINs) zijn wiskundige weergaven van de fysieke contacten tussen eiwitten in de cel en bestaan uit een reeks knooppunten (nodes) die met elkaar verbonden zijn door een set links (edges). In een biologisch netwerk vertegenwoordigen knooppunten doorgaans (bio)moleculen, bijvoorbeeld aminozuren in een eiwit, of eiwitten in een cel. De links tussen de knooppunten geven interacties tussen de moleculen aan, zoals fysieke, functionele of chemische interacties. Een dergelijk netwerk van fysieke of functionele eiwit-eiwit interacties wordt ook wel een interactoom genoemd.
Eiwitten moeten eigenlijk niet beschouwd worden als afzonderlijke, geïsoleerde soorten. Wanneer ze betrokken zijn bij dezelfde cellulaire processen, interageren ze vaak met elkaar. Functies van eiwitten die nog niet gekarakteriseerd zijn, kunnen worden voorspeld door ze met de interacties van vergelijkbare bekende eiwitten te confronteren. Onderzoek naar eiwit-eiwit interacties met behulp van technieken zoals two-hybrid systems, massaspectrometrie en eiwitmicroarrays heeft het mogelijk gemaakt de data van eiwit interacties te verruimen en de constructie van omvangrijke eiwit-eiwit interactie netwerken te vergemakkelijken.
Netwerkbiologie is een interdisciplinair vakgebied dat de computationele wetenschappen (bijvoorbeeld algoritmen, grafentheorie, netwerkwetenschap, datamining en machine learning) en biologie omvat.

## Structuur

### Interactiedomeinen
Interactiedomeinen zijn compacte, sterk geconserveerde delen binnen een eiwit die gevormd zijn om een bepaald motief of oppervlak in een partner-molecuul te herkennen en eraan te binden. Ze zijn hiermee een belangrijk mechanistisch principe in eiwit-eiwitinteracties. Ze spelen met name een belangrijke rol in signaaltransductie. Via een interactiedomein kunnen eiwitten snel en gericht signaalcomplexen vormen zodra een stimulus optreedt. Voorbeelden van zulke domeinen zijn SH2- en PTB-domeinen, die binden aan gefosforyleerde tyrosines, SH3-domeinen, die proline-rijke motieven herkennen, en PH-domeinen, die zich binden aan fosfoinositiden in het plasmamembraan. Sommige eiwitten bestaan uitsluitend uit deze interactiedomeinen en fungeren als adaptor-eiwitten die puur als taak hebben om andere eiwitten bijeen te brengen. 

### Eigenschappen van de interface

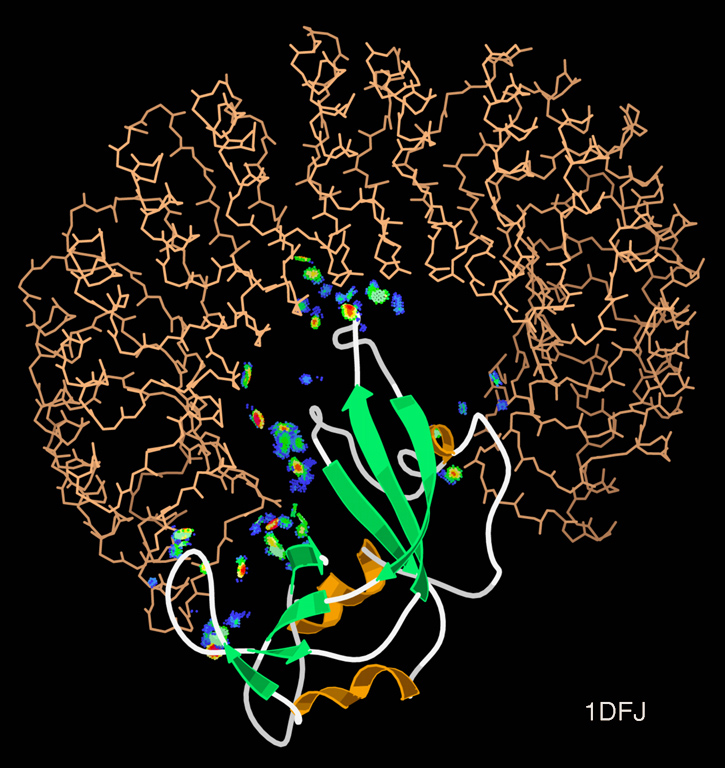
Model van een in de cel veel voorkomende eiwit-eiwit interactie met zeer hoge affiniteit. De hoefijzervormige ribonucleaseremmer (goudkleurig draadmodel) gaat een eiwit-eiwit interactie aan met het ribonuclease-eiwit (groen lintdiagram). De contacten tussen de twee eiwitten worden weergegeven als gekleurde vlekken.

De studie van de moleculaire structuur kan gedetailleerde informatie opleveren over de interface die de interactie tussen eiwitten mogelijk maakt. Parameters die bepalend zijn voor het type interface en die in onderzoek worden geëvalueerd zijn onder andere:
1. de grootte van de interface, gemeten in absolute dimensies in de orde van grootte van Ångströms
2. de toegankelijkheid van het oppervlak tot oplosmiddel (change in accessible surface area: ΔASA)
3. de vorm kan belangrijk zijn
4. de complementariteit voor wat betreft de elektrostatische lading en de vorm van de oppervlakken
5. secundaire structuur die bepalend is voor hydrofobe en polaire interfaces.
6. waterstofbruggen en niet-covalente bindingen in het algemeen
7. conformationele veranderingen die zich voordoen als gevolg van de vorming van de eiwitcomplexen.[2]

### Evolutie
Elke soort eiwit-eiwit interactie heeft zijn eigen bindingssterkte die optimaal is voor zijn biologische functie en die gedurende honderden miljoenen jaren geëvolueerd is. Een zwakkere binding kan goed uitkomen voor dynamische bindingen, zoals bij enzym-substraatbindingen of gedurende signaaltransductie, terwijl met meerdere zwakkere bindingen het mogelijk is een sterke interactie te verkrijgen. De bindingen tussen antilichamen en eiwitten is tamelijk toevallig en worden geselecteerd op de bindingsconstante in plaats van evolutionaire optimalisatie.

## Therapie
Eiwit-eiwit interacties vormen belangrijke doelwitten voor medische therapieën. Het feit dat eiwit-eiwit interacties geblokkeerd kunnen worden door kleine moleculen heeft het onderzoek in eerste instantie toegespitst op de remming van de vorming van deze interacties. Een voorbeeld is de Bowman-Birk inhibitor (BBI) die twee functionele actieve plaatsen aan weerszijden van het molecuul heeft, waarmee zowel trypsine- als chymotrypsine-achtige proteasen geremd worden. BBI wordt gezien als een uiterst geschikt eiwit om mee te werken in onderzoek. Natuurlijk voorkomend plantaardig BBI, dat overvloedig aanwezig is in peulvruchten, wordt beschouwd als een therapeutisch belangrijke kandidaat voor de behandeling van diverse ziekten, met name op het gebied van kankerpreventie. Deze inhibitor zou carcinogenese onomkeerbaar kunnen onderdrukken, zelfs in een vroeg stadium.
Pas later is het onderzoek gericht op stabilisatoren van de eiwitcomplexen. Deze laatste worden ook wel 'moleculaire lijm' genoemd en zijn eenvoudiger te gebruiken omdat ze niet eerst de natuurlijke bindmiddelen, die zich op niveau van de raakvlakken bevinden, hoeven te verdringen. Ze hoeven slechts een reeds bestaande binding te versterken. De eerste geïdentificeerde moleculaire lijmen waren cyclosporine A (CsA), rapamycine en FK506. Deze versterkte bindingen bezitten allemaal een immunosuppressieve werking, ze werken als moleculaire lijm en remmen de activering van T-cellen. Cyclosporine bijvoorbeeld bindt zich aan cyclofiline en calcineurine (een serine/treonine proteïne fosfatase), wat leidt tot inactivering van NFAT, een transcriptiefactor van het immuunsysteem, waarop een afname van de immuunrespons volgt.

## Experimentele methoden
Er bestaan verschillende biochemische technieken om eiwit-eiwit-interacties aan te tonen. Elk van deze benaderingen heeft zijn eigen sterke en zwakke punten, met name wat betreft de sensitiviteit en specificiteit van de methode. De meest conventionele en veelgebruikte methoden in de moderne biochemie zijn co-immunoprecipitatie (co-IP) en pull-down assays. Er bestaan ook ongerichte high-throughput-technieken, waarmee niet alleen een vermoedde specifieke interactie, maar alle mogelijke interactiepartners in kaart kunnen worden gebracht. Bekende voorbeelden zijn de yeast-two-hybridmethode en affiniteitszuivering gekoppeld aan massaspectrometrie.

### Immunoprecipitatie en pull-downs
Co-immunoprecipitatie (Co-IP) is een klassieke en veelgebruikte methode in de biochemie waarmee interacties tussen eiwitten kunnen worden gedetecteerd. Cellen worden eerst opengebroken in lysisbuffer, zodat de eiwitten vrijkomen in oplossing voor analyse. Bij co-IP wordt een antilichaam gebruikt om een specifiek eiwit uit het lysaat te isoleren (het eiwit van interesse), samen met de aanwezige interactiepartners waarmee het een complex vormt. Het antilichaam wordt vervolgens gebruikt om het doel-eiwit en zijn mogelijke bindingspartners uit het mengsel te ‘vangen’. Deze eiwitten kunnen daarna worden aangetoond met behulp van bijvoorbeeld een western blot. De techniek is makkelijk uitvoerbaar en resultaten zijn fysiologisch reëel, maar vaak minder geschikt voor het opsporen van zwakke of kortstondige interacties.
Een verwante techniek is de pull-downassay, die gebruikmaakt van recombinant geproduceerde eiwitten. Het doel-eiwit wordt gefuseerd aan een tag (bijvoorbeeld een histidine-tag) en vastgezet aan een vaste drager, zoals een nikkelbevattende kolom. Nadat het getagde eiwit goed over de drager is verspreid en er stevig aan vastzit, wordt het eiwitmengsel (cellysaat) door de kolom geleid. Het vastgehechte doel-eiwit zal dan zijn interactiepartners uit het lysaat binden. Na wegspoelen van alle aspecifieke, niet-gebonden eiwitten kunnen de gebonden interactiepartners worden gedetecteerd en geanalyseerd met western blot of massaspectrometrie. Deze methode biedt meer controle over de experimentele omstandigheden dan co-IP, en heeft hogere specificiteit, maar weerspiegelt niet altijd fysiologische context.

### Yeast-two-hybrid

De yeast two-hybrid-techniek is gebaseerd op het principe dat er een reportergen wordt afgeschreven als twee eiwitten van interesse een fysieke interactie met elkaar aangaan

Voor het breed in kaart brengen – ofwel screenen – van eiwit-eiwitinteracties in levende cellen is het yeast two-hybrid (Y2H) systeem historisch gezien een belangrijke techniek. De methode werd ontwikkeld in 1989, en gebruikte de gist als modelsysteem. In deze methode worden twee eiwitten van interesse (eiwit X en eiwit Y) gefuseerd aan respectievelijk een DNA-bindingsdomein en een transcriptie-activeringsdomein van een transcriptiefactor. Indien X en Y in de gistcel met elkaar een fysieke interactie hebben, worden de twee domeinen in ruimtelijke nabijheid gebracht, wat leidt tot activatie van een reportergen. Dit systeem is bijzonder geschikt voor het identificeren van nieuwe interactiepartners en grootschalige screenings. Screenings worden doorgaans uitgevoerd door een eiwit van interesse te testen tegen een willekeurige bibliotheek van potentiële eiwitpartners.
De methode heeft een aantal beperkingen. Het gebruikt de gist Saccharomyces cerevisiae als gastheersysteem, wat een probleem kan zijn bij het bestuderen van eiwitten die zoogdierspecifieke posttranslationele modificaties bevatten. Een andere limitatie is de relatief hoge gevoeligheid voor valspositieve signalen. Er zijn varianten van de methode ontwikkeld, zoals het gebruik van zoogdiercellen als gastheersysteem, en betere controlecondities, om de beperkingen wat te ondervangen.

### Affiniteitszuivering en massaspectrometrie
Affiniteitszuivering gekoppeld aan massaspectrometrie (AP-MS) is een andere methode waarmee eiwit-eiwitinteracties systematisch kunnen worden geïdentificeerd. Bij AP-MS wordt eerst een eiwit van interesse hoog in cellen tot expressie gebracht, met daaraan een zuiveringstag (bijvoorbeeld een FLAG-, HA- of His-tag). Vervolgens worden de cellen gelyseerd, en wordt het getagde eiwit, samen met eventuele gebonden eiwitten, uit het lysaat geïsoleerd met behulp van een specifieke drager die aan het label bindt. Na grondig wassen om niet-specifieke bindingen te verwijderen, wordt het volledige eiwitcomplex geëlueerd.
In plaats van gericht te zoeken naar één interactiepartner, zoals bij klassieke co-immunoprecipitatie, worden de gezuiverde eiwitten hier geanalyseerd met massaspectrometrie. Dit maakt het mogelijk om meerdere, bekende én onbekende interactiepartners in één experiment te identificeren. De methode wordt daarom beschouwd als een ongestuurde (unbiased) en relatief high-throughput benadering voor het in kaart brengen van eiwitnetwerken.

## Externe Link
- String Protein-protein interaction networks - Functional enrichment analysis